# Jérôme Boateng
Jérôme Agyenim Boateng (* 3. September 1988 in West-Berlin) ist ein deutscher Fußballspieler. Der Innenverteidiger stand zuletzt beim LASK unter Vertrag. Zuvor hatte er zehn Jahre bei Bayern München und zwei Jahre bei Olympique Lyon gespielt. Er war neben seinem Jugendverein Hertha BSC auch für den Hamburger SV und kurzzeitig in England für Manchester City aktiv.
In den Jahren 2013 und 2020 gewann er mit den Münchnern das Triple aus deutscher Meisterschaft, DFB-Pokal und UEFA Champions League. Mit der deutschen Nationalmannschaft wurde er 2014 in Brasilien Weltmeister. Er gehörte dabei zu den sechs Spielern der deutschen WM-Auswahl, die zuvor 2009 mit der U21 Europameister geworden waren.

## Kindheit und Schulausbildung
Der gebürtige Berliner Jérôme Boateng wuchs in Berlin-Charlottenburg bei seiner deutschen Mutter auf, die als Flugbegleiterin bei British Airways und später beim Bodenpersonal der Lufthansa angestellt war. Sein ghanaischer Vater aus der Familie der Aduana der Akan-Ethnie, Prince Boateng, trennte sich von der Mutter, als sein Sohn fünf Jahre alt war. Boateng hat eine jüngere Schwester Avelina und (über den gemeinsamen Vater) zwei ältere Halbbrüder: Kevin-Prince und George Boateng, die ebenfalls Fußball spielen. Kevin-Prince spielte als Profi unter anderem in der Bundesliga bei Hertha BSC, George als Amateur bei CFC Hertha 06 in der Landesliga Berlin.
Boateng besuchte die Poelchau-Oberschule im Bezirk Charlottenburg-Wilmersdorf, eine sportbetonte Gesamtschule mit gymnasialer Oberstufe. Er beendete die Schule nach der zehnten Klasse mit dem Hauptschulabschluss, um sich ganz seiner Karriere als Profifußballspieler widmen zu können.

## Vereinskarriere

### Tennis Borussia Berlin
Boateng spielte mit ungefähr sechs Jahren im Hof mit seinem Vater das erste Mal Fußball und trat mit zehn Jahren bei Tennis Borussia Berlin ein.

### Hertha BSC
2002 wechselte er im Alter von 13 Jahren in die Nachwuchsabteilung des Bundesligisten Hertha BSC. Bei der Hertha durchlief er alle weiteren Altersklassen und gewann 2005 mit der U17 die deutsche B-Jugend-Meisterschaft. Er nahm mit der Mannschaft der U19 des Vereins zweimal an der Endrunde der deutschen A-Jugend-Meisterschaft teil, die Mannschaft scheiterte aber beide Male im Halbfinale.
In seinem zweiten U19-Jahr gehörte er bereits dem Kader der U23 an und spielte in der Saison 2005/06 neunmal in der Regionalliga Nord. Im Jahr darauf stand er dann fest im U23-Aufgebot, wurde aber zur Winterpause auch in den Kader der ersten Mannschaft geholt.
Am 31. Januar 2007 bestritt Boateng sein erstes Bundesligaspiel für die Profimannschaft von Hertha BSC, als er bei der 0:5-Auswärtsniederlage gegen Hannover 96 in der Startformation stand und die komplette Partie durchspielte. In seiner Premierensaison wurde er insgesamt in zehn Ligaspielen eingesetzt, darunter zweimal an der Seite seines Halbbruders Kevin-Prince.

### Hamburger SV

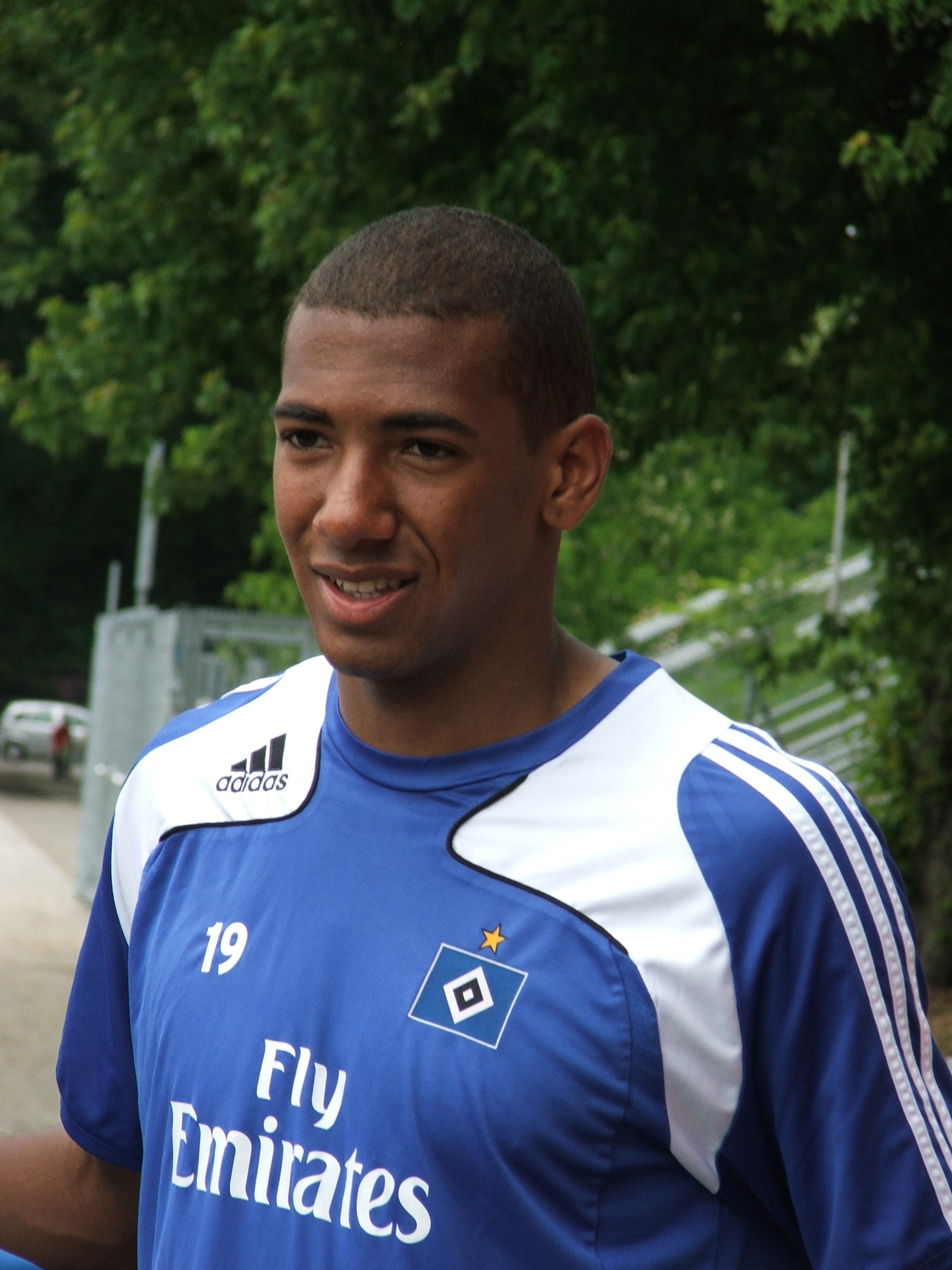
Boateng beim Training mit dem Hamburger SV (2009)

Zur Saison 2007/08 verpflichtete ihn der Ligakonkurrent Hamburger SV. Seinen ersten Einsatz hatte er am vierten Spieltag gleich in der Startaufstellung und danach war er Stammspieler. Die Hanseaten schafften Platz 4 und damit die Qualifikation für den UEFA-Pokal. In der darauffolgenden Spielzeit brauchte er nach einem Muskelfaserriss zu Saisonbeginn einige Zeit, bis er wieder Anschluss an die Stammmannschaft fand. In 21 Spielen half er dann mit, die UEFA-Pokal-Teilnahme zu verteidigen. Dazu kam das Team jeweils ins Halbfinale des DFB-Pokals und des UEFA-Pokals, allerdings scheiterte es dann in beiden Wettbewerben an Werder Bremen.
In seinem dritten Jahr erreichte er erneut das UEFA-Pokal-Halbfinale, seit jener Saison unter dem Namen UEFA Europa League, diesmal scheiterte der HSV jedoch am FC Fulham aus London. In diesem Wettbewerb schoss Boateng in der Qualifikationsrunde und im Achtelfinale die ersten beiden Pflichtspieltore seiner Profikarriere. In der Bundesliga gelang ihm kein Treffer, stattdessen bekam er im Nordderby gegen Werder Bremen nach einer Notbremse eine Rote Karte. Außerdem verpassten die Hamburger die Qualifikation für einen internationalen Wettbewerb.

### Manchester City
Nach drei Jahren in Hamburg wechselte Boateng zur Saison 2010/11 zum englischen Erstligisten Manchester City, bei dem er einen Fünfjahresvertrag unterzeichnete. Aufgrund einer Verletzung debütierte Boateng erst am 25. September 2010 (6. Spieltag) für die „Citizens“, als er beim 1:0-Heimsieg über den FC Chelsea in der 89. Spielminute für Dedryck Boyata eingewechselt wurde. Sein Startelfdebüt folgte fünf Tage darauf beim 1:1 im Heimspiel in der Europa League gegen Juventus Turin.
Er konnte sich jedoch nicht dauerhaft durchsetzen, zum Jahreswechsel wurde er nur noch sporadisch eingesetzt und nach einer Knieverletzung war für ihn die Saison auch noch vorzeitig beendet. So war er auch nicht in den entscheidenden Spielen vertreten, als Manchester City den FA Cup gewann.

### FC Bayern München

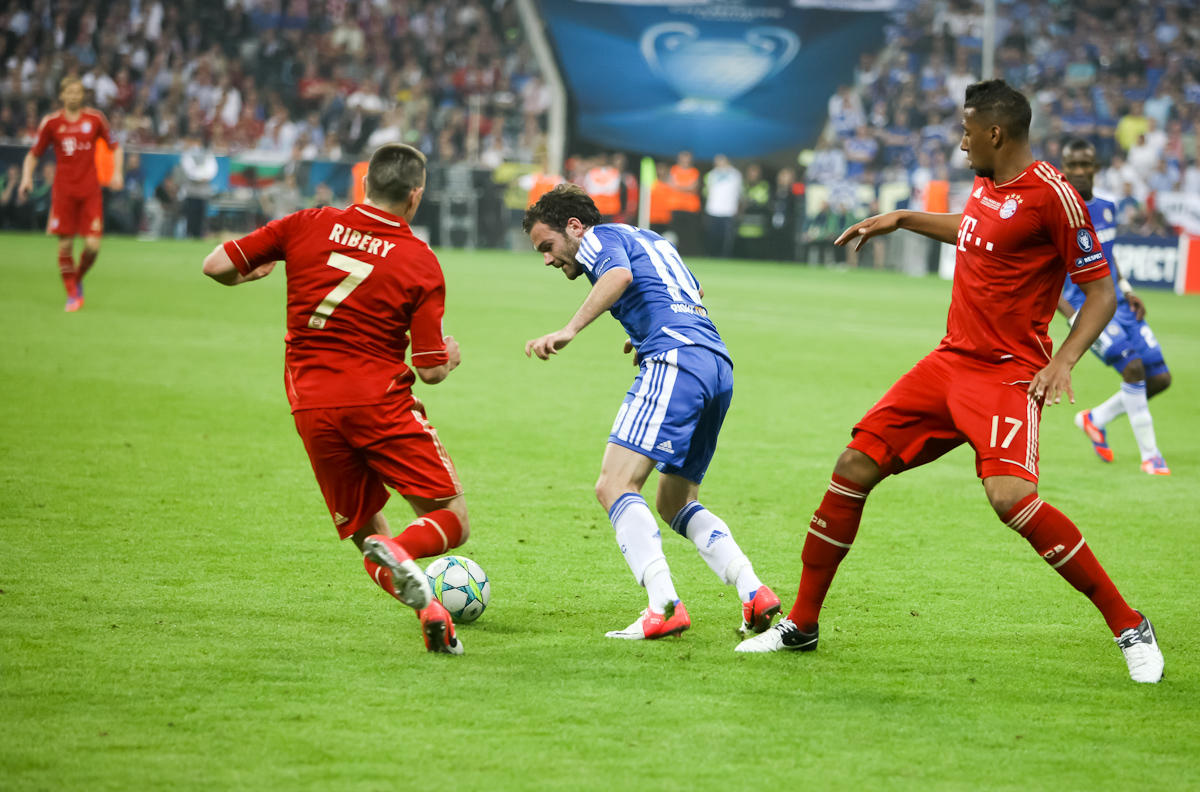
Boateng während des UEFA-Champions-League-Finals 2012 gegen den FC Chelsea neben Franck Ribéry und Juan Mata

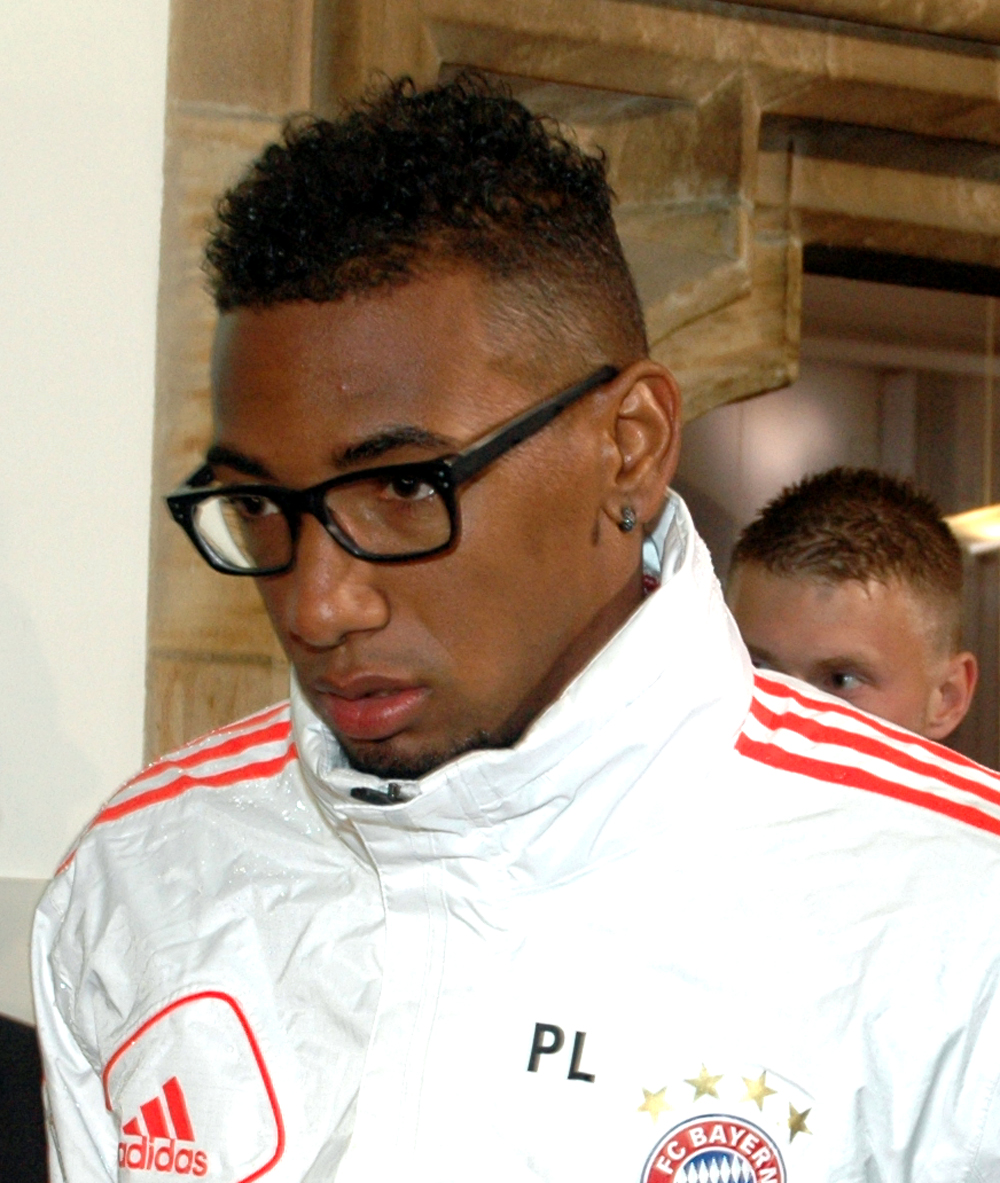
2013 bei der Titelfeier im Münchner Rathaus

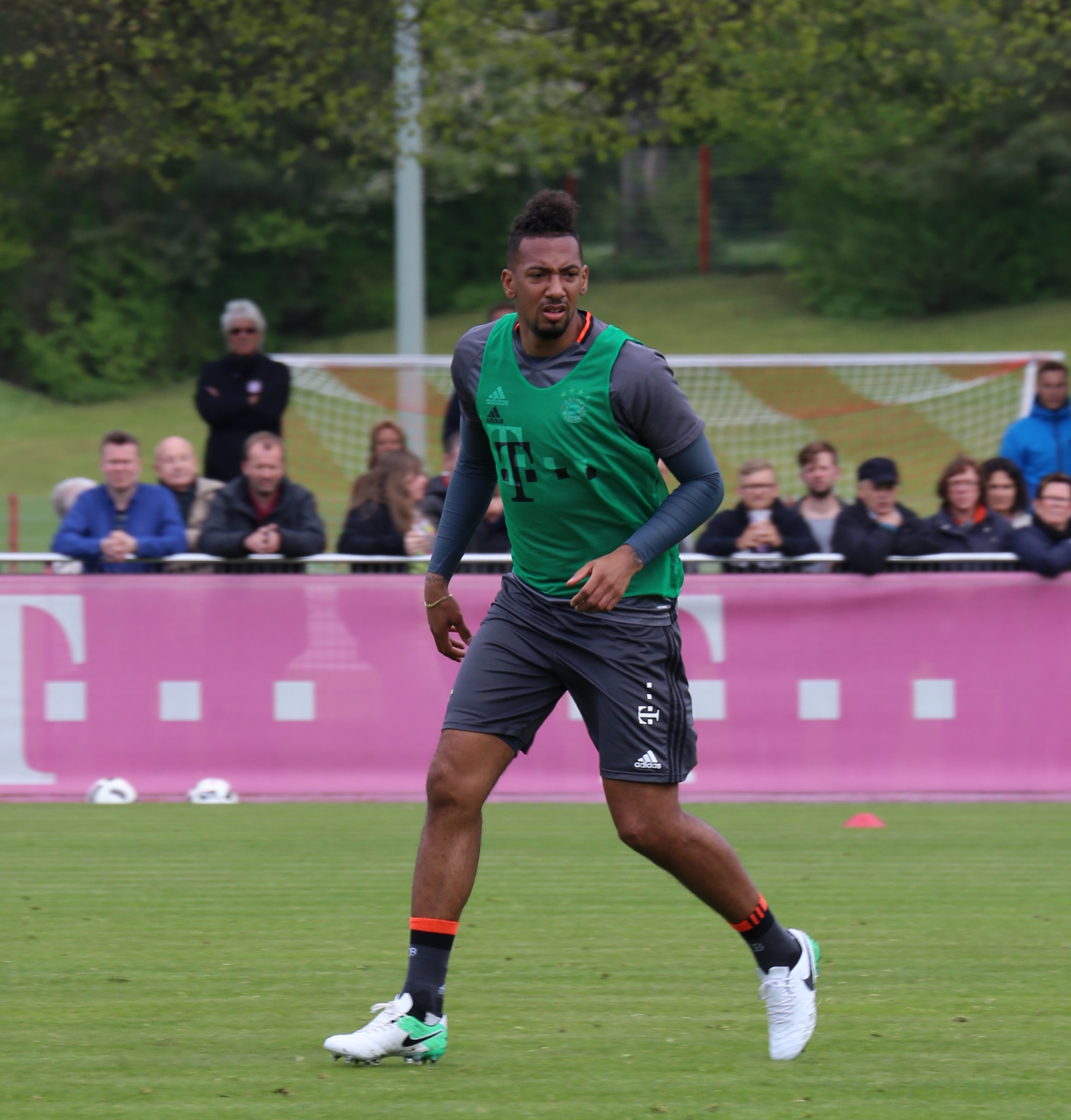
Beim Training auf dem Gelände des FC Bayern München (2017)

Zur Saison 2011/12 wechselte Boateng zum FC Bayern München. Er unterschrieb beim deutschen Rekordmeister einen Vierjahresvertrag. Bei den Bayern war er sofort Stammspieler und absolvierte 27 Saisonpartien, wobei er zwei Spiele nach seiner zweiten Rotsperre aussetzen musste, als er im Auswärtsspiel bei Hannover 96 in der 28. Minute des Feldes verwiesen worden war. Am Ende wurde er mit dem Verein Vizemeister und stand im DFB-Pokalfinale, das mit einer 2:5-Niederlage gegen Borussia Dortmund endete. In der Champions League absolvierte er alle 15 Spiele des FCB von den beiden Qualifikationsspielen gegen den FC Zürich bis zum Finale gegen Chelsea über die volle Spielzeit. Das Finale, das in der heimischen Allianz Arena stattfand, wurde im Elfmeterschießen verloren.
In der Folgesaison kam Boateng auf 26 Einsätze. Am 9. März 2013 entschied er mit seinem ersten Bundesligator zum 3:2 in der 86. Minute die Begegnung gegen Fortuna Düsseldorf. Vier Spieltage später folgte sein zweiter Bundesligatreffer. Am 28. Spieltag sicherte sich der FC Bayern so früh wie noch nie die deutsche Meisterschaft. In der Champions League sah Boateng am letzten Gruppenspieltag die rote Karte und wurde für das Achtelfinale gesperrt. Im Viertelfinale kam er wieder zum Einsatz und bestritt auch die siegreichen Halbfinalpartien gegen den FC Barcelona über die volle Spieldauer. Am 25. Mai 2013 spielte Boateng 90 Minuten im Finale der UEFA Champions League als Innenverteidiger gegen Borussia Dortmund und gewann mit den Bayern den Titel nach einem 2:1-Sieg. Am 1. Juni 2013 vervollständigten die Bayern den Gewinn des Triple mit einem 3:2-Sieg gegen den VfB Stuttgart im Finale des DFB-Pokals. Auch hier kam Boateng über 90 Minuten zum Einsatz.
Auch in der Saison 2013/14 blieb Boateng Stammspieler bei Bayern München. Mit 25 Saisoneinsätzen und einem Tor trug er dazu bei, dass Bayern den Vorjahresrekord der frühesten deutschen Meisterschaft noch einmal verbesserte. Auch im DFB-Pokal verteidigte die Mannschaft den Titel; im Endspiel kam Boateng gegen Borussia Dortmund über 120 Minuten zum Einsatz. Einzig in der Champions League blieb Bayern die Titelverteidigung verwehrt. Boateng kam hier zu neun Einsätzen; die Mannschaft schied aber im Halbfinale gegen Real Madrid aus.
Die Saison 2014/15 brachte Bayern und Boateng die dritte Meisterschaft in Folge. Er kam in 27 Spielen zum Einsatz und stellte am 8. November 2014 beim 4:0-Auswärtssieg gegen Eintracht Frankfurt mit seinem 50. Bundesligaspiel in Folge ohne Niederlage einen neuen Bundesliga-Rekord auf. Boateng brach damit den Rekord seines Teamkollegen Franck Ribéry, der 49 Spiele bis zur Niederlage am 12. April 2014 gegen Borussia Dortmund ungeschlagen blieb. Boateng hatte weder dieses Spiel noch das Spiel zuvor gegen Augsburg bestritten, bei denen es einzigen beiden Liga-Niederlagen der Bayern seit Oktober 2012 gab, als seine Rekordserie begann. Diese Serie baute er bis zum 56. Spiel in Folge aus, bis erstmals wieder am 30. Januar 2015 auswärts gegen den VfL Wolfsburg ein Spiel verloren ging. Beim 1:1 gegen den FC Schalke 04 am 3. Februar 2015 erhielt er in der 17. Spielminute seine fünfte rote Karte und wurde für drei Bundesligaspiele, nach Einspruch seines Vereins verkürzt auf zwei Spiele, gesperrt. Am 4. April 2015 bestritt Boateng beim 1:0-Auswärtssieg bei Borussia Dortmund sein 100. Bundesligaspiel für Bayern München. In der Champions-League-Saison gelangen Boateng im Saisonverlauf drei Tore. 2015 wurde die deutsche Meisterschaft verteidigt.
Am 22. Januar 2016 erlitt Boateng beim 2:1-Auswärtssieg gegen den HSV eine Muskelverletzung an den Adduktoren und fiel für drei Monate aus. Am 18. April 2016 trainierte er erstmals wieder mit dem Team und am 30. April 2016, dem 32. Spieltag, stand er beim 1:1 gegen Borussia Mönchengladbach erstmals wieder in der Startelf und gab damit sein Comeback. Am Ende der Saison 2015/16 wurde er mit dem FC Bayern zum vierten Mal in Folge deutscher Meister. Dazu stand er am 21. Mai 2016 in der mit einem 4:3 im Elfmeterschießen gegen Borussia Dortmund im DFB-Pokal siegreichen Mannschaft. Durch eine im EM-Halbfinale erlittene Verletzung fiel er zu Saisonbeginn 2016/17 zunächst aus. Am 17. September 2016 kam er beim 3:1-Heimsieg gegen den FC Ingolstadt 04 nach Einwechslung in der 83. Minute erstmals wieder zum Einsatz.
In der Saison 2017/18 zog sich Boateng im Halbfinalhinspiel der Champions League gegen Real Madrid am 25. April 2018 eine strukturelle Adduktorenverletzung zu, deretwegen er die restliche Bundesligasaison verpasste. Aufgrund dieser Verletzung war auch lange unklar, ob Boateng mit der deutschen Fußballnationalmannschaft an der WM 2018 teilnehmen würde.
Während der Sommerpause vor der folgenden Saison fassten sowohl Boateng als auch die Vereinsverantwortlichen öffentlich einen möglichen Wechsel ins Ausland ins Auge. Ein Wechsel zu Boatengs Wunschverein Paris Saint-Germain erfüllte sich letztlich trotz des Interesses von Trainer Thomas Tuchel auch kurz vor Schluss des Transferfensters nicht, was von Münchener Seite auf die unseriösen Verhandlungsmethoden des Pariser Sportdirektors Antero Henrique zurückgeführt wurde.
Im September 2019 wurde kurz vor Ende der Transferperiode über einen möglichen kurzfristigen Wechsel Boatengs zu Juventus Turin verhandelt. Eine Einigung kam jedoch nicht zustande. Nach der Entlassung von Niko Kovač fand er unter dem neuen Cheftrainer Hansi Flick wieder zu alter Stärke zurück und hatte zum Ende der Saison wieder einen Stammplatz inne. In dieser Saison gewann er seine 8. Deutsche Meisterschaft in Folge und holte mit dem Pokalsieg 2020 erneut das Double. Am 23. August 2020 gewann er mit dem FC Bayern gegen Paris Saint-Germain zum zweiten Mal die UEFA Champions League und damit nach 2013 erneut das Triple. Beim 1:0-Sieg im Finale erlitt er einen Muskelfaserriss im rechten Oberschenkel und musste daraufhin in der 25. Minute für Niklas Süle ausgewechselt werden. Beim 1:0-Auswärtserfolg am 20. Januar 2021 (17. Spieltag) gegen den FC Augsburg bestritt er sein 300. Bundesligaspiel.
Boatengs Vertrag beim FC Bayern München lief am 30. Juni 2021 aus.

### Olympique Lyon, Vereinslosigkeit und die US Salernitana
Ab der Saison 2021/22 spielte Boateng bei Olympique Lyon in der französischen Ligue 1. Sein Vertrag lief bis Ende Juni 2023.
In der folgenden Zeit war er ohne Verein und eine erneute Verpflichtung als Ersatz-Verteidiger durch den FC Bayern München kam im Herbst 2023 nach mehreren Tagen Probetraining nicht zustande. Öffentlich wurde dabei auch diskutiert, inwieweit eine Einstellung Boatengs aufgrund der gegen ihn erhobenen Vorwürfe der häuslichen Gewalt gegen seine ehemaligen Lebensgefährtinnen vertretbar wäre (siehe Strafverfahren wegen Körperverletzung).
Anfang Februar 2024 unterschrieb Boateng einen Vertrag bis Sommer 2024 beim italienischen Erstligisten US Salernitana. Für Salerno kam er zu sieben Einsätzen in der Serie A, aus der er mit dem Team aber zu Saisonende abstieg.

### LASK
Nach seinem Vertragsende in Italien wechselte Boateng zur Saison 2024/25 zum österreichischen Bundesligisten LASK, bei dem er einen bis 2026 laufenden Vertrag erhielt. Die Verpflichtung wurde von zahlreichen Linzer Fans aufgrund des laufenden Verfahrens gegen Boateng wegen Körperverletzung kritisiert. Für die Linzer kam er zu neun Einsätzen in der Bundesliga. Im August 2025 löste er seinen Vertrag beim LASK auf.

## Karriere in der Nationalmannschaft

### Anfänge bei den Junioren
Jérôme Boateng spielte erstmals in der U17 für eine deutsche Juniorenauswahl. Er wurde im März 2005 in der Eliterunde in Deutschland um die Qualifikation zur Junioren-Europameisterschaft eingesetzt, die aber nicht erreicht wurde. Danach war er regelmäßig für die U19-Nationalmannschaft im Einsatz, mit der er 2007 auch an der Junioren-Europameisterschaft in Österreich teilnahm. Im Halbfinale schied man jedoch gegen die Auswahl Griechenlands aus. Am 12. Oktober 2007 debütierte Boateng in Tel Aviv beim 2:2 der U21-Nationalmannschaft gegen Israel. Er nahm vom 15. bis 29. Juni 2009 an der U21-Europameisterschaft in Schweden teil, bestritt alle Spiele über 90 Minuten und wurde unter Bundestrainer Horst Hrubesch Europameister.

### Laufbahn in der A-Nationalmannschaft

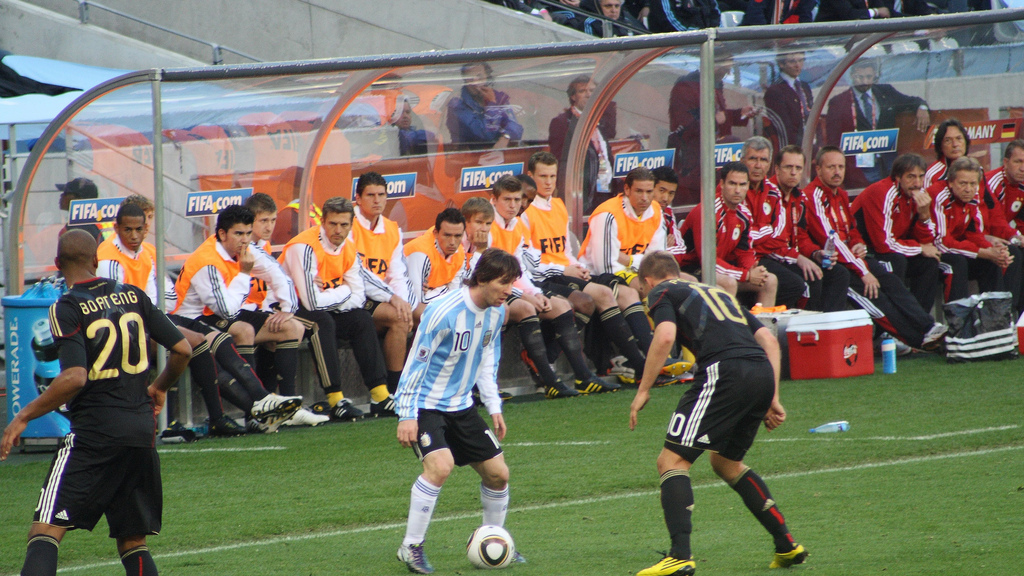
Boateng neben Lionel Messi und Lukas Podolski während des Viertelfinalspiels der WM 2010 gegen Argentinien

Am 3. Oktober 2009 wurde Boateng von Bundestrainer Joachim Löw erstmals für die A-Nationalmannschaft nominiert. Am 10. Oktober 2009 debütierte er dort im WM-Qualifikationsspiel in Moskau beim 1:0-Sieg gegen Russland. Seine Gelb-Rote Karte in der 69. Spielminute bedeutete den ersten Platzverweis eines Debütanten in der Geschichte der deutschen Fußballnationalmannschaft. Danach wurde er auch zu den Vorbereitungsspielen für die Weltmeisterschaft eingeladen und stand dabei dreimal in der Startaufstellung.
Er stand schließlich im Kader für die Weltmeisterschaft 2010 in Südafrika. Nachdem er in den ersten beiden Spielen nicht eingesetzt worden war, verdrängte er Holger Badstuber als Außenverteidiger und gab sein WM-Debüt im dritten Gruppenspiel gegen Ghana, das Heimatland seines Vaters. Dabei kam es zum Duell mit seinem Halbbruder Kevin-Prince. Boateng absolvierte die vier weiteren Turnierspiele bis zum Spiel um den dritten Platz, das man gegen Uruguay gewann.
Nach seinem Wechsel zu Manchester City im Sommer 2010 hatte er dort mit Verletzungen zu kämpfen, kam dort nur zu 16 Ligaeinsätzen und spielte aufgrund mangelnder Spielpraxis dann auch für die Nationalmannschaft keine große Rolle; in der Qualifikation für die EM 2012 in Polen und der Ukraine kam er erst zu zwei Einsätzen, als er bereits bei Bayern München spielte. In der EM-Vorbereitung setzte Löw wieder auf ihn und nahm ihn in das EM-Aufgebot auf. Mit Philipp Lahm war er als Außenverteidigerduo gesetzt und absolvierte die ersten beiden Spiele. Dann musste er allerdings wegen zweier gelber Karten aus beiden Spielen für ein Spiel pausieren, kehrte aber im Viertelfinale wieder in die Stammelf zurück und spielte die verbleibenden beiden Spiele bis zum Halbfinalaus gegen Italien wieder auf seiner Stammposition.

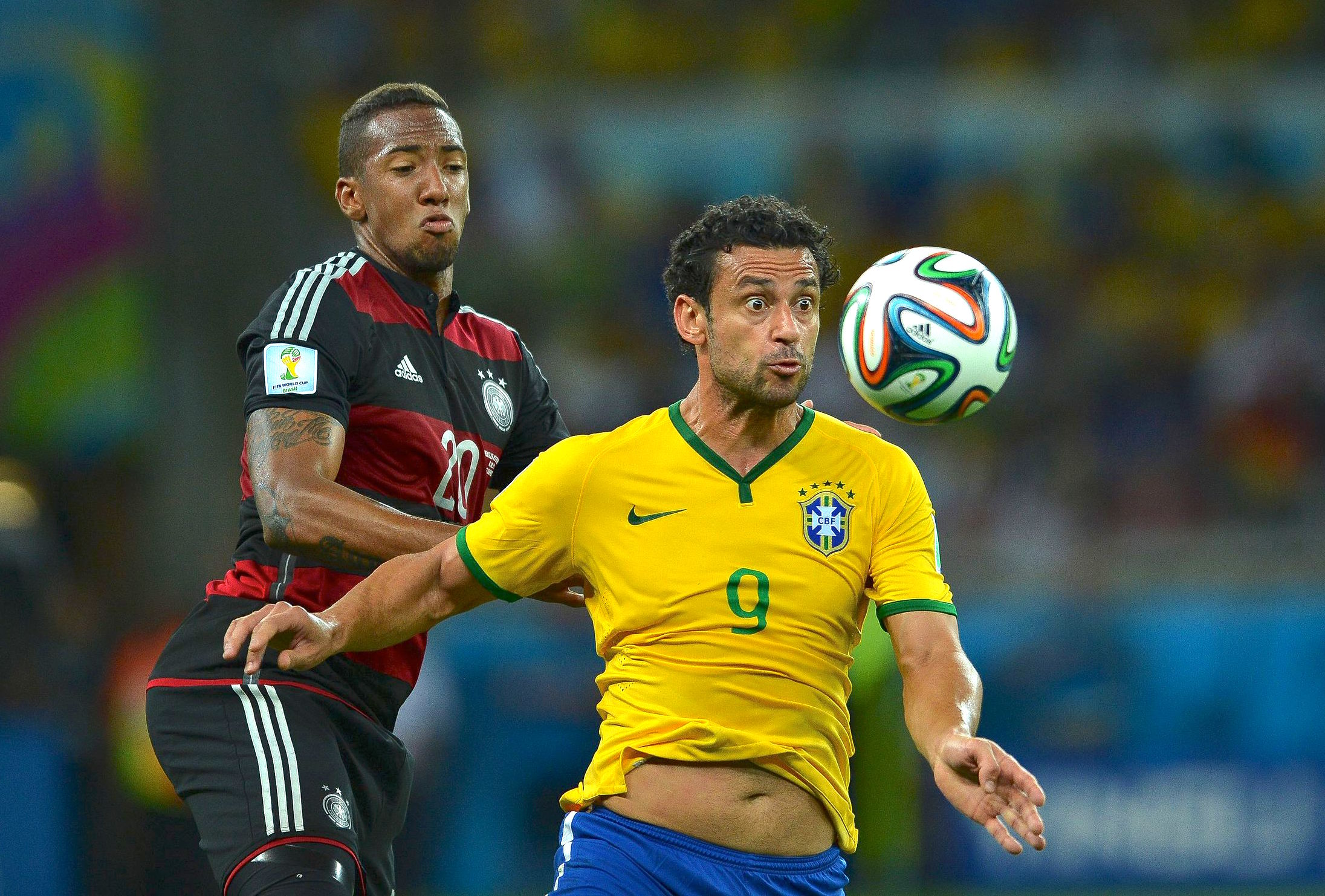
Boateng (links) im Zweikampf mit Fred beim 7:1-Halbfinalsieg der deutschen Mannschaft gegen Brasilien bei der WM 2014

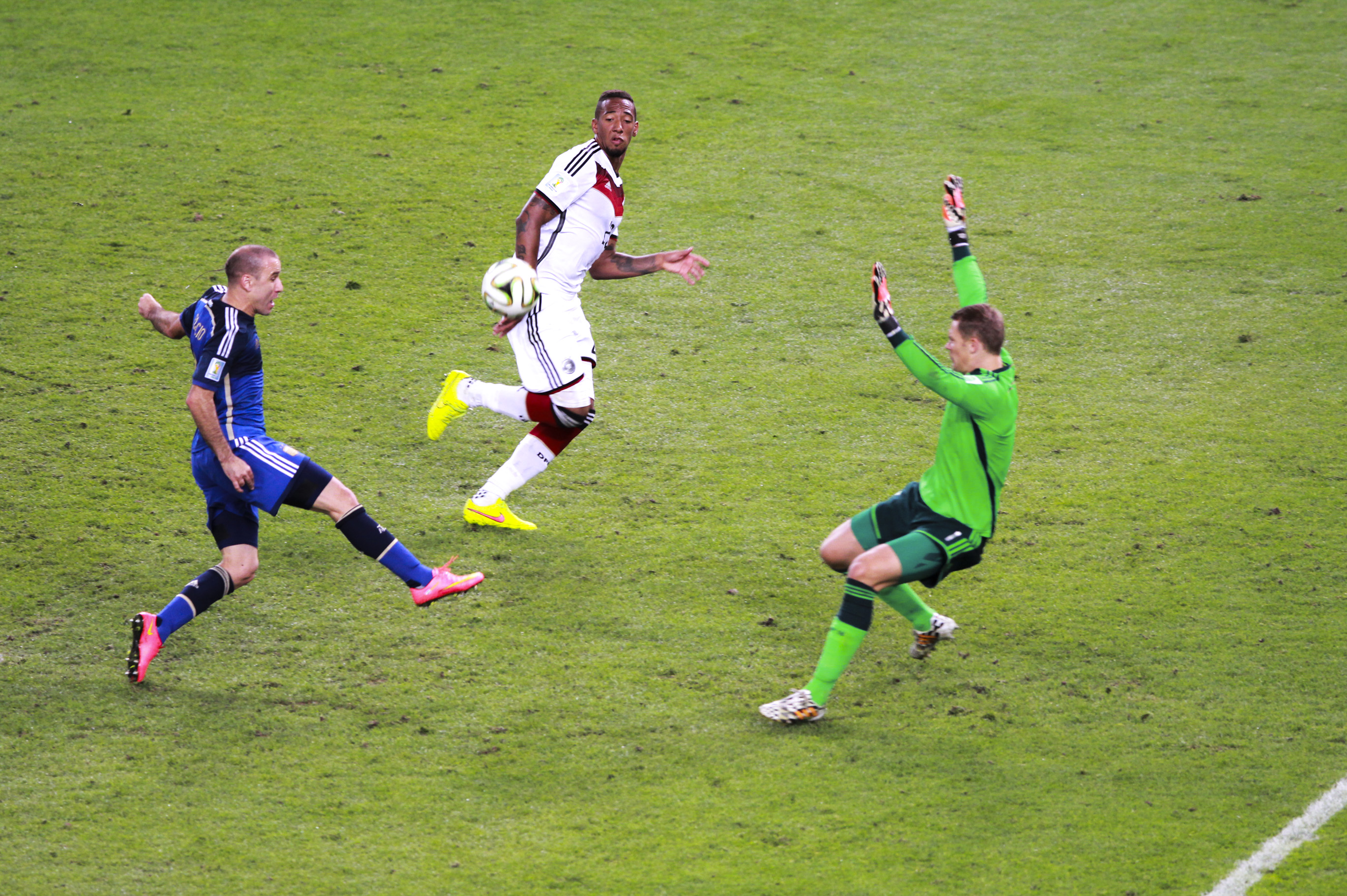
Boateng zwischen Rodrigo Palacio (links) und Manuel Neuer (rechts) während des WM-Finals 2014

Während der Qualifikation für die Weltmeisterschaft 2014 konnte sich Boateng in der Stammelf der Nationalmannschaft etablieren. So bestritt er sieben der zehn Spiele der erfolgreichen Qualifikation über die volle Spielzeit und wurde in den WM-Kader berufen. Während der Weltmeisterschaft 2014 stand er bei allen Partien in der Startelf und wurde nur im zweiten Gruppenspiel gegen Ghana ausgewechselt. In der Gruppenphase als Außenverteidiger eingesetzt, wechselte Boateng zum Achtelfinalspiel gegen Algerien zurück in die Innenverteidigung. In seinem 46. Länderspiel gewann Boateng mit der deutschen Nationalmannschaft das Endspiel der Weltmeisterschaft 2014 mit 1:0 gegen Argentinien. Seine Leistung mit 83 Prozent gewonnener Zweikämpfe und einer Rettungstat auf der Linie in der 40. Minute trug zum Finalsieg bei.
Bei der Europameisterschaft 2016 stand er in allen sechs Partien in der Startelf. Sein erstes Länderspieltor erzielte er beim 3:0-Sieg im Achtelfinalspiel gegen die Slowakei mit dem Treffer zum 1:0 in der achten Minute per Volley aus 21 Metern. Dies war das am schnellsten erzielte Tor einer deutschen Auswahlmannschaft bei einer Europameisterschaft. Gegen Italien im Viertelfinale verursachte er einen Handelfmeter. Der resultierende 1:1-Ausgleich war das erste Gegentor der DFB-Elf im Turnier. Das Spiel ging ins Elfmeterschießen, in dem Boateng seinen Elfmeter verwandelte und das Team schließlich gewann. Im Halbfinale gegen Gastgeber Frankreich wurde er beim Stand von 0:1 verletzt ausgewechselt; wenig später fiel das entscheidende 2:0 für den Gegner. Es war das einzige Gegentor Deutschlands aus dem Spiel heraus. Nach dem Turnier wurde er als einer von drei deutschen Spielern in die „Mannschaft des Turniers“ gewählt.
Bei der Weltmeisterschaft 2018 spielte Boateng in den ersten beiden Gruppenspielen gegen Mexiko (0:1) und Schweden (2:1). In der Partie gegen Schweden erhielt er – bereits mit Gelb verwarnt – nach einem Foul in der 82. Minute beim Stande von 1:1 die Gelb-Rote Karte. Die deutsche Mannschaft gewann dennoch in Unterzahl durch ein Tor von Toni Kroos in der fünften Minute der Nachspielzeit. Durch die Gelb-Rote Karte fehlte Boateng bei der 0:2-Niederlage gegen Südkorea im dritten Gruppenspiel, durch die das deutsche Team erstmals in der WM-Geschichte in der Vorrunde ausschied.

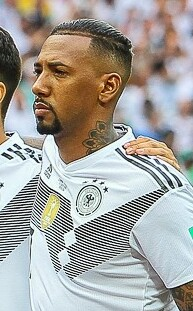
Boateng bei der WM 2018

Im März 2019 kündigte Löw einen Umbruch in der Nationalmannschaft an und gab bekannt, dass Jérôme Boateng sowie Mats Hummels und Thomas Müller zukünftig nicht mehr Teil des DFB-Kaders sein werden. Vielfach wurde Löw für den Zeitpunkt, die Endgültigkeit und die Art und Weise der Bekanntgabe der Entscheidung kritisiert.

## Erfolge

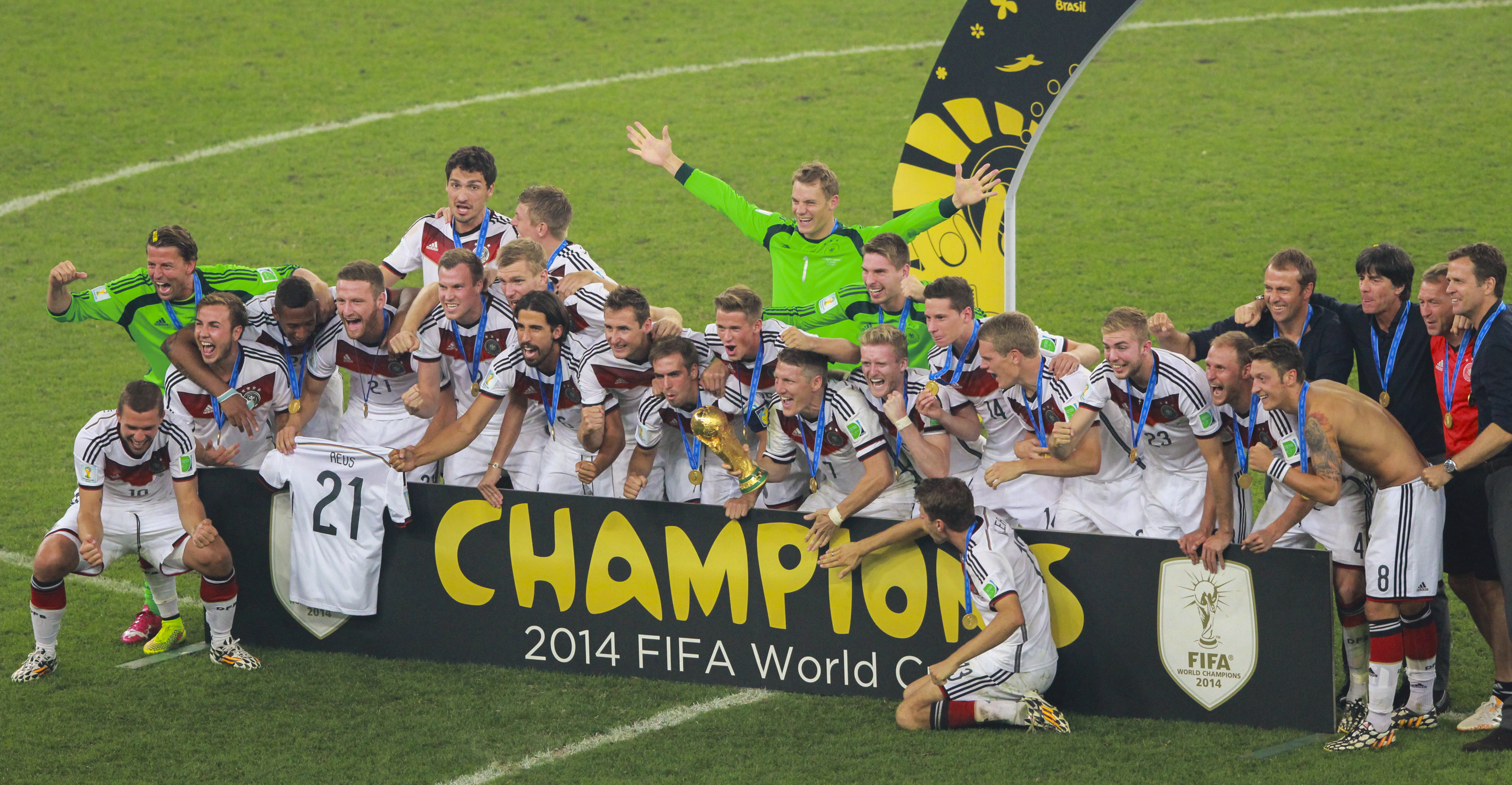
Boateng (4. v. l.) auf dem Mannschaftsfoto nach der Übergabe des WM-Pokals

### Deutsche Nationalmannschaft
- Weltmeister: 2014
- Weltmeisterschafts-Dritter: 2010
- U21-Europameister: 2009

### Vereine
Hertha BSC
- Deutscher B-Juniorenmeister: 2005

Manchester City
- Englischer Pokalsieger: 2011

FC Bayern München
- UEFA-Champions-League-Sieger (2): 2013, 2020
- FIFA-Klub-Weltmeister (2): 2013, 2020
- UEFA-Super-Cup-Sieger (2): 2013, 2020
- Deutscher Meister (9): 2013, 2014, 2015, 2016, 2017, 2018, 2019, 2020, 2021
- DFB-Pokal-Sieger (5): 2013, 2014, 2016, 2019, 2020
- DFL-Supercup-Sieger (5): 2012, 2016, 2017, 2018, 2020

## Auszeichnungen
- Deutschlands Fußballer des Jahres: 2016
- Mitglied der VDV 11: 2015, 2016
- Kicker des Jahres: Verteidigung 2015, 2016
- All-Star-Team der Europameisterschaft 2016
- Moses-Mendelssohn-Preis des Berliner Senats: 2016
- Preisträger der Fritz-Walter-Medaille 2007 in Bronze  (Drittbester Nachwuchsspieler U19)
- Silbernes Lorbeerblatt 2010, 2014
- Einstufung als Weltklasse in der Rangliste des deutschen Fußballs: Winter 2014/15, Winter 2015/16, Sommer 2016
- UEFA Team of the Year: 2016

## Brüder-Duelle und gemeinsame Spiele

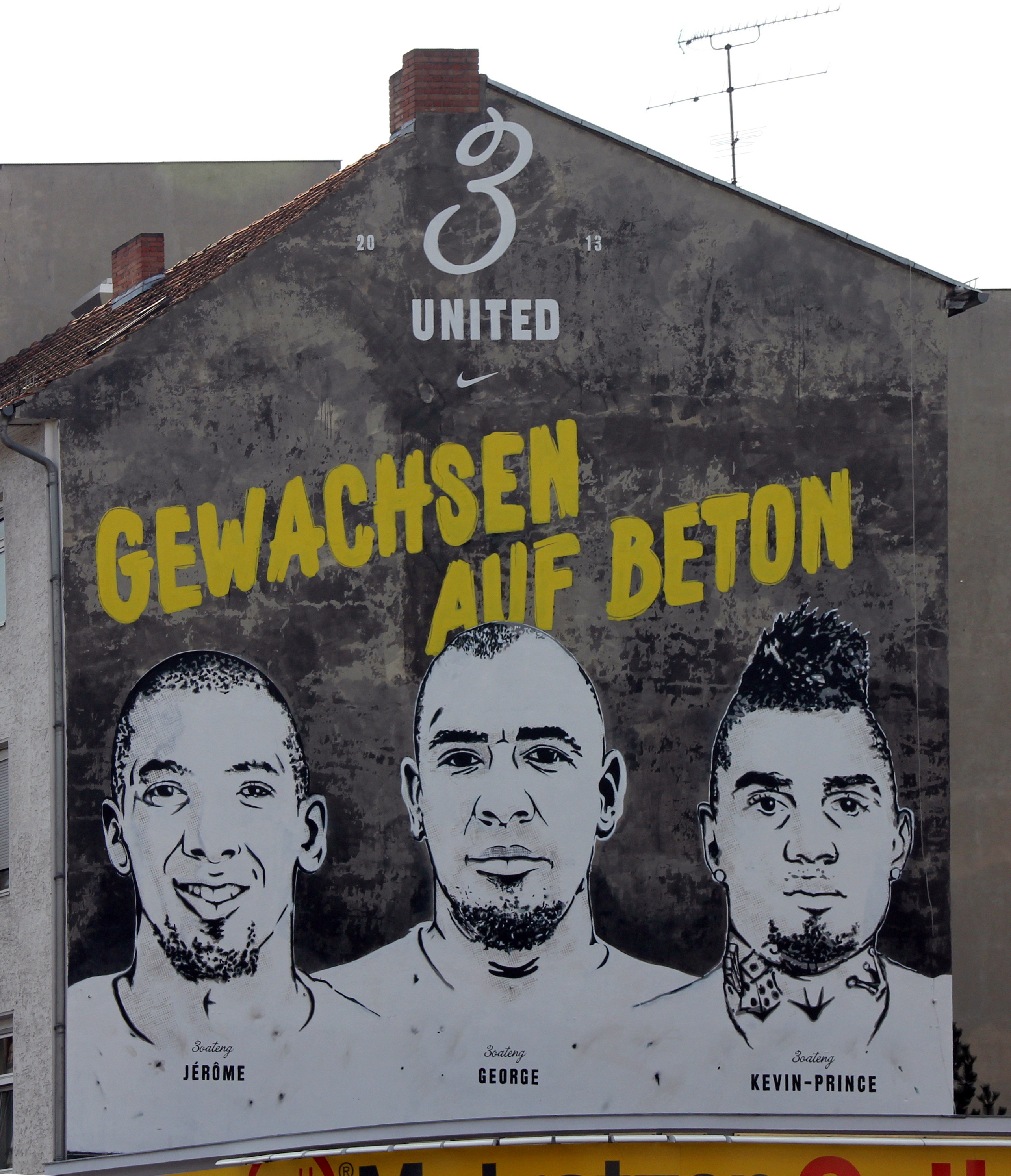
Hauswandbemalung in Berlin (kommerziell, von Nike)

Jérôme und sein Halbbruder Kevin-Prince spielten beide gemeinsam in der höchsten deutschen Spielklasse, der Bundesliga. Dadurch sind sie schon mehrmals gegeneinander angetreten. Außerdem stießen sie 2010 und 2014 in Spielen ihrer Nationalmannschaften aufeinander. Diese Duelle finden in den Medien und der Öffentlichkeit besondere, auch internationale Aufmerksamkeit, wobei der Bruderkampf seit 2010 zum Gegensatz zwischen Kain und Abel hochstilisiert wird. Zu Anfang ihrer Fußballerkarrieren hatten die Brüder für Hertha BSC und die deutsche U21-Nationalmannschaft gemeinsam auf dem Platz gestanden.
| Saison  | Team von Jérôme   | Team von Kevin-Prince | Wettbewerb         | Spiel                                       |
| ------- | ----------------- | --------------------- | ------------------ | ------------------------------------------- |
| 2006/07 | Hertha BSC        | Hertha BSC            | Bundesliga         | Borussia Mönchengladbach – Hertha BSC 3:1   |
| 2006/07 | Hertha BSC        | Hertha BSC            | Bundesliga         | Hertha BSC – FC Energie Cottbus 0:1         |
| 2008/09 | Deutschland (U21) | Deutschland (U21)     | Freundschaftsspiel | Irland (U21) – Deutschland (U21) 1:1        |
| 2008/09 | Hamburger SV      | Borussia Dortmund     | Bundesliga         | Borussia Dortmund – Hamburger SV 2:0        |
| 2009/10 | Deutschland       | Ghana                 | Weltmeisterschaft  | Ghana – Deutschland 0:1                     |
| 2013/14 | FC Bayern München | FC Schalke 04         | Bundesliga         | FC Schalke 04 – FC Bayern München 0:4       |
| 2013/14 | Deutschland       | Ghana                 | Weltmeisterschaft  | Deutschland – Ghana 2:2                     |
| 2014/15 | FC Bayern München | FC Schalke 04         | Bundesliga         | FC Bayern München – FC Schalke 04 1:1       |
| 2017/18 | FC Bayern München | Eintracht Frankfurt   | Bundesliga         | Eintracht Frankfurt – FC Bayern München 0:1 |
| Gesamt  | Gesamt            | Gesamt                | Gesamt             | 9 Spiele                                    |

Die Boateng-Brüder stellten 2013 in Aussicht, ihre Karriere eines Tages gemeinsam bei Hertha BSC beenden zu wollen, was spätestens seit dem Karriereende von Kevin-Prince nicht mehr möglich ist.

## Privatleben, weitere Tätigkeiten und Kontroversen

### Kinder
Boateng ist seit 2011 Vater von Zwillingsmädchen und hat seit 2015 einen Sohn.

### Management
Boateng wird seit Februar 2015 vom ehemaligen Bayern-Spieler Christian Nerlinger über die SAM Sports – Starwatch Artist Management GmbH betreut. Seit Juli 2015 wird er zusätzlich von der Agentur Roc Nation des Rappers Jay-Z vermarktet.

### Nebentätigkeiten
Neben seiner Fußballerkarriere ist Jérôme Boateng als Brillendesigner für das Hamburger Unternehmen Edeloptics tätig.
Im November 2018 wurde die erste Ausgabe eines von Boateng beworbenen Lifestyle-Magazins namens BOA veröffentlicht, das sich mit den Themen Politik, Sport, Musik und Mode beschäftigte und unter anderem Interviews von Boateng mit Sportlern, Designern und Musikern beinhaltete. Das Magazin war ein Projekt der Agenturen Territory und Roc Nation. Im Oktober 2019 wurde nach drei Ausgaben bekanntgegeben, dass die Zeitschrift nur noch eventbezogen veröffentlicht werden sollte, was jedoch nicht verwirklicht wurde.
Boateng unterstützt verschiedene gemeinnützige Organisationen.

### Beziehung zu Kasia Lenhardt
Ab Oktober 2019 war Boateng mit dem Model Kasia Lenhardt liiert. Anfang Februar 2021 gab er ein Interview für Bild, bei dem er seine Trennung von Lenhardt öffentlich machte. Er behauptete, Lenhardt habe die Beziehung zu der Mutter seiner Kinder „zerstört“, ihn unter Druck gesetzt und ein Alkoholproblem. Zahlreiche Boulevardmedien berichteten anschließend über die Trennung und übernahmen dabei weitgehend unhinterfragt die Behauptungen von Boateng. Wenige Tage später nahm sich Lenhardt das Leben. Ihr Suizid stieß eine Debatte über Cybermobbing und das Verhalten der Boulevardmedien an. Der Deutsche Presserat rügte Bild für die Berichterstattung. Mitte Oktober 2022 erschien ein Artikel der Süddeutschen Zeitung in Zusammenarbeit mit correctiv.org, in dem die Aussagen von Boateng hinterfragt wurden und eine Verschwiegenheitsverpflichtung erörtert wurde, die von Lenhardt kurz vor Boatengs Interview unterzeichnet worden war und ihr eine Reaktion auf die Vorwürfe Boatengs unmöglich machte. Im März 2024 veröffentlicht der Spiegel eine sechsteilige Audio-Reportage, die sich dem Thema vertiefend widmet und Originalaufnahmen einbezieht.

### Verfahren wegen Körperverletzung
Einen Tag nach dem Suizid von Kasia Lenhardt wurde das im Dezember 2019 eröffnete und im Juni 2020 vorläufig eingestellte Ermittlungsverfahren gegen Boateng wegen vorsätzlicher Körperverletzung gegen Lenhardt im Februar 2021 wieder aufgenommen. Der zugrunde liegende Vorfall hatte sich im Oktober 2019 ereignet. Boateng bestritt die Vorwürfe. Ende März 2025 wurde das Verfahren gegen Boateng von der Staatsanwaltschaft noch vor Einleitung eines Gerichtsverfahrens eingestellt. Eine Verurteilung Boatengs sei nach Abschluss der Ermittlungen nicht wahrscheinlich, denn ein Tatnachweis sei nicht mit „der für eine Anklageerhebung notwendigen Sicherheit zu führen“.
Im September 2021 wurde Boateng vom Amtsgericht München in erster Instanz wegen Körperverletzung an seiner ehemaligen Lebensgefährtin und der Mutter seiner Töchter, Sherin S., zu einer Geldstrafe von 60 Tagessätzen je 30.000 Euro, also insgesamt 1,8 Mio. Euro, verurteilt. Der Vorfall hatte sich im Juli 2018 während eines gemeinsamen Karibikurlaubs ereignet. Gegen das Urteil legten Boateng, die Staatsanwaltschaft und die Nebenklage Berufung ein. Das Berufungsgericht, das Landgericht München I, bestätigte die Verurteilung, erhöhte jedoch die Strafe auf 120 Tagessätze – allerdings bei einem geringeren Tagessatz von 10.000 Euro. Hiergegen legten sowohl Boateng als auch die Staatsanwaltschaft Revision ein. Das Urteil wurde vom Bayerischen Obersten Landesgericht im September 2023 aufgehoben, nachdem Verfahrensfehler im Berufungsverfahren festgestellt worden waren, die eine Befangenheit des Richters nicht auszuschließen erlaubten. Auch waren nach Auffassung des Obersten Landesgerichts im Verfahren widersprüchliche Angaben nicht miteinander abgeglichen worden. Das nun wieder zuständige Landgericht München I schloss das Verfahren im Juni 2024 mit einer Verwarnung mit Strafvorbehalt wegen vorsätzlicher Körperverletzung ab. Boateng musste 100.000 Euro an zwei gemeinnützige Einrichtungen für Kinder zahlen; falls er gegen die Auflagen der Verwarnung verstoßen sollte, müsste er 200.000 Euro Strafe zahlen. Die Vorsitzende Richterin hob hervor, es sei nichts von den Vorwürfen übrig geblieben, dass Boateng „ein notorischer Frauenschläger“ sei. Boateng gilt damit nicht als vorbestraft.